# Эллис, Кит
Кит Иэн Эллис (англ. Keith Ellis; 19 марта 1946 — 12 декабря 1978) — британский бас-гитарист, известный благодаря своему участию в группах Van der Graaf Generator и Iron Butterfly.

## Биография
Родился в Матлоке, графстве Дербишир, Англия. С 1968 по 1969 годы играл в группе Van der Graaf Generator, с которой записал альбом The Aerosol Grey Machine. После этого он какое-то время играл в группе Juicy Lucy. Также Кит играл и сотрудничал с такими группами, как The Misunderstood и The Koobas. В 1975 году Эллис вместе с Майком Патто и Олли Холсаллом вошёл в состав группы Boxer, с которой играл вплоть до 1978 года.
В том же 1978 году Эллис присоединился к Iron Butterfly, заменив Ли Дормана и умер от неизвестной болезни во время их гастролей в Дармштадте, в ФРГ. Ему было 32 года.
В 1979 году Питер Хэммилл посвятил Эллису песню «Not For Keith», которая вошла в его альбом pH7.

## Дискография

### C Van Вer Graaf Generator
- 1969 — The Aerosol Grey Machine

### CJuicy Lucy
- 1969 — Juicy Lucy
- 1970 — Lie back and enjoi it
- 1971 — Get a Whiff a This

### CBoxer
- 1976 — Bellow the Belt
- 1977 — Absolutely
- 1979 — Bloodletting (участвовал в записи некоторых песен перед своей смертью).